# Spoorlijn Ebeltoft - Trustrup
De spoorlijn Ebeltoft - Trustrup (ook Ebeltoftbanen genoemd) was een lokale spoorlijn in het noordoosten van Jutland in Denemarken tussen Ebeltoft en Trustrup. De lijn, die geëxploiteerd werd door de Ebeltoft-Trustrup Jernbane (ETJ), was in gebruik van 1901 tot 1968.

## Geschiedenis
Er waren al eerder ideeën geopperd voor een spoorwegverbinding met Ebeltoft. Zo werd in 1869 gesproken over een verbinding tussen Randers en Ebeltoft. Dit plan ging echter niet door; gekozen werd voor een spoorlijn naar Grenaa, waar op dat moment plannen waren om de haven verder te ontwikkelen. In 1894 werd in de spoorwegwet alsnog een voorziening voor de lijn Ebeltoft - Thorsager opgenomen, met in 1898 een aanvulling dat ook Trustrup een mogelijk eindpunt kon zijn. Uiteindelijk werd gekozen voor een lijn tussen Ebeltoft en Trustrup. Dat traject was niet alleen goedkoper in aanleg, maar bood ook meer kansen voor inkomsten uit het vervoer van kalksteen bij Rosmus en Balle. Op 10 oktober 1898 werd de concessie verleend.
In de zomer van 1899 begon ETJ met de aanleg, en op 26 maart 1901 werd de spoorlijn in gebruik genomen. Een jaar later kwam ook de verbinding met de haven in Ebeltoft gereed. De spoorlijn begon in Ebeltoft en eindigde 22,5 kilometer noordelijker in het DSB-station van Trustrup. Alle stationsgebouwen aan de spoorlijn waren ontworpen door Heinrich Wenck, de vaste architect van de DSB.
Tot 1920 verliep de exploitatie voorspoedig. Naast enkele reizigerstreinen per dag reden er goederentreinen met onder andere steen, kalk, steenkool, vee en hout. De groeves bij Balle zorgden voor grootschalig vervoer van steenslag en kalk, maar door financieel wanbeleid kwam de ETJ in 1934 in de problemen. Door de toename van het wegverkeer na de Tweede Wereldoorlog en de afname van vooral het goederenvervoer vanuit Rosmus en Balle, was de lijn niet meer rendabel te exploiteren. Een laatste reddingspoging werd in 1965 gedaan met de aanschaf van tweedehands railbussen van de Lollandsbanen voor het reizigersvervoer. Uiteindelijk werd de spoorlijn op 31 maart 1968 opgeheven.

## Huidige toestand
Thans is de gehele lijn opgebroken.